# Hal Koch-prisen
Hal Koch-prisen er en pris for initiativ og demokrati indstiftet i 2004 af institutionen Krogerup Højskole, hvis første forstander var Hal Koch.

## Modtagere af Hal Koch-prisen
- 2005 Clement Kjersgaard
- 2006 Svensk Indvandrerblad
- 2007 Liberalisterne
- 2008 Camp X
- 2009 Dansk og norsk PEN
- 2010 Eva Smith
- 2011 Trampolinhuset[1]
- 2012 Jens Stoltenberg
- 2013 Jesper Tynell
- 2014 Knud Foldschack
- 2015 Venligboerne
- 2016 Özlem Cekic og Foreningen Brobyggerne[2]
- 2017 Ungdommens Folkemøde[3]
- 2018 Forskerne bag klimaopråbet i Politiken[4]
- 2019 Den Grønne Studenterbevægelse[5]